# Néoréalisme (art)
Pour les articles homonymes, voir Néoréalisme.
Cet article traite de l'art néoréaliste dans son ensemble. Pour un article plus complet sur le mouvement cinématographique, voir Néoréalisme (cinéma).

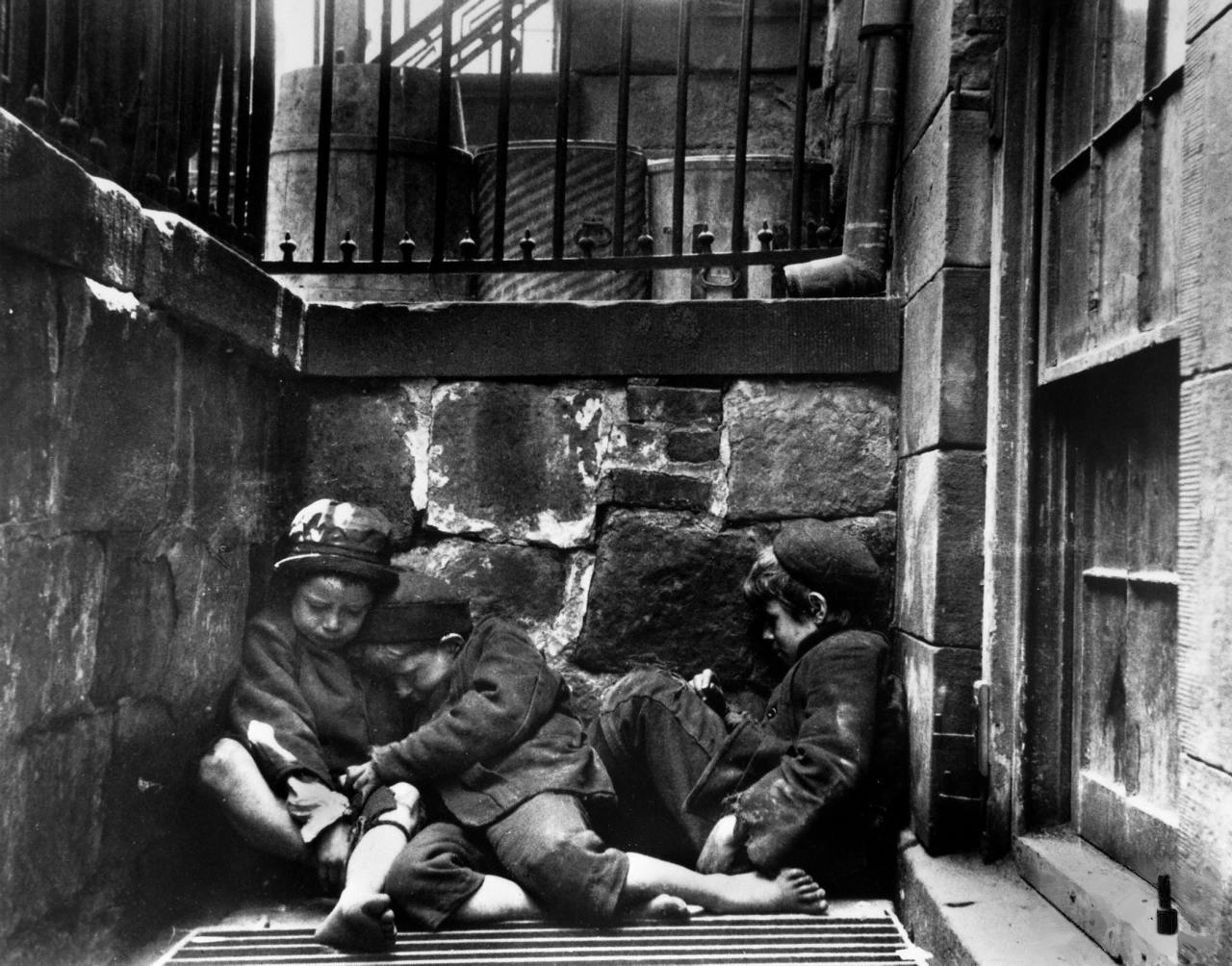
Photographie de Jacob Riis "Enfants endormis à Mulberry Street" (1890). Jacob Riis se servit de la photographie pour exposer la réalité sociale des bas-fonds de Manhattan.

Le néoréalisme est un mouvement littéraire et cinématographique qui s'est développé en Italie (et au Portugal) dans les années 1940 et 1950.

## Une représentation réaliste de la réalité
Une volonté de décrire la réalité telle qu'elle est, sans en occulter les problèmes et les injustices, commence à se manifester vers 1930 en opposition à la culture fasciste dominante et aux thèmes du mouvement décadent (représenté par exemple par Gabriele D'Annunzio). 
Les intellectuels estiment alors qu'il est de leur responsabilité historique de se faire les porte-voix du peuple et de ses besoins. Ils choisissent d'adopter un langage simple et direct, souvent calqué sur la langue de tous les jours.
Le néoréalisme s'impose surtout entre 1943 et 1950 : de nombreux écrivains prennent une part active à la résistance contre le fascisme et au nazisme, puis aux débats politiques une fois la guerre terminée.
Les thèmes les plus fréquents des œuvres néoréalistes sont la lutte des partisans, les revendications ouvrières et les révoltes des citadins.

## Cinéma et littérature
Le terme de néoréalisme s'est d'abord appliqué au cinéma de cette époque, qui raconte des histoires inspirées de la réalité et des problèmes sociaux d'une Italie qui, après les horreurs et les destructions de la guerre civile, tente de construire son avenir : les films les plus célèbres du cinéma néoréaliste sont ceux des réalisateurs Roberto Rossellini, Vittorio De Sica, Luchino Visconti et du scénariste Cesare Zavattini. L'expérience néoréaliste constitue l'un des sommets du cinéma italien, qui devient alors un modèle pour les autres pays.
Par la suite, le qualificatif de néo-réaliste a été étendu à certaines branches de la littérature. Lors de ces années, de nombreux écrivains importants, ont été influencés par les idées néoréalistes : Elio Vittorini, Cesare Pavese, Beppe Fenoglio, Marcello Venturi, Italo Calvino à ses débuts, Alberto Moravia, Vasco Pratolini, Francesco Jovine, Domenico Rea, Carlo Levi, Mario Tobino et Carlo Cassola.